# Leichtes Blut
Leichtes Blut (A cuor leggero) op. 319, è una polka veloce di Johann Strauss (figlio).
Nel 1867, con l'arrivo a Vienna del carnevale, i tre fratelli Strauss si prepararono a presentare al grande pubblico tutti i pezzi da ballo che avevano composto per i festeggiamenti di quell'anno (una pratica che era ormai diventata un'abitudine).
Anche se in totale arrivarono a creare il record di 24 nuovi lavori (5 di Johann, 11 di Josef e 8 di Eduard) Johann era consapevole che la sua lista di opere (che comprendeva i valzer Sul bel Danubio blu op. 314 e Kunstlerleben op. 316) mancava di una polka veloce, un genere di danza con la quale Josef aveva recentemente ottenuto un grande successo.
Johann creò allora una polka veloce dal titolo Leichtes Blut, che eseguì per la prima volta, durante il periodo del carnevale, ad un concerto di beneficenza nei Volksgarten di Vienna il 10 marzo 1867.